# Cayan Tower
Der Cayan Tower (während der Bauphase Infinity Tower) ist ein Wolkenkratzer in der Dubai Marina in Dubai. Die Grundsteinlegung war 2006, die Fertigstellung des Gebäudes war im Jahr 2013. Die Höhe des Turms beträgt bei 76 Stockwerken 306 Meter, seine Gestalt zeichnet sich durch eine 90-Grad-Drehung nach oben hin aus. Der gesamte Wolkenkratzer wird als Wohnraum genutzt. Palma Real Estate entwickelte das von Skidmore, Owings and Merrill entworfene Bauwerk.
Der Bauplatz befand sich am östlichen Marinaeingang unweit des Meeres. Anfang 2007 mussten die fortgeschrittenen Gründungsarbeiten für längere Zeit unterbrochen werden, da nach einem Uferbruch an der Dubai Marina Wasser in die 20 Meter tiefe Baugrube geflutet war.